# Fred Thomson

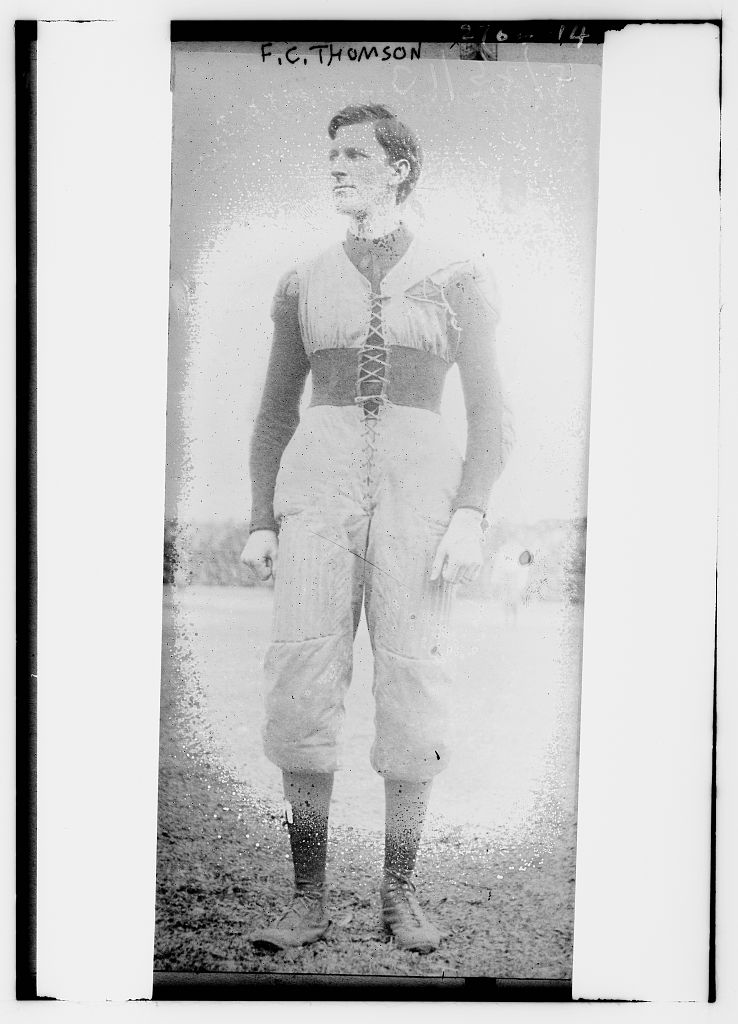
Fred C. Thomson (1913)

Frederick Clifton Thomson (* 26. Februar 1890 in Pasadena, Kalifornien; † 25. Dezember 1928 in Los Angeles, Kalifornien) war ein US-amerikanischer Geistlicher und Schauspieler, der in den 1920er-Jahren ein Star des Stummfilm-Westerns war.

## Leben

### Kindheit und Jugend
Fred Thomson wurde als dritter von vier Söhnen von James H. Thomson und dessen Frau Clara in Pasadena (Kalifornien) geboren. Als Jugendlicher betrieb Thomson viel Sport und spielte während seiner Zeit am Occidental College in Los Angeles American Football. Gleichzeitig war er in der Schulband tätig und wurde im Abschlussjahr zum Präsidenten der Schülervertretung gewählt.
Im Alter von 20 Jahren schrieb sich Thomson 1910 an der Princeton University ein, an der er am Princeton Theological Seminary Theologie studierte. Bereits zwischen Juli und August 1912 wirkte er als Hilfspastor an der Peck Memorial Chapel in Washington, D.C., ehe er 1913 von der Presbyterianischen Kirche ordiniert wurde. Danach übernahm er als Pastor die Leitung der Hope Chapel in Los Angeles.

### Werdegang
Im Juni 1913 gab Thomson seine Verlobung mit Gail DuBois Jespen bekannt, einer Kollegin vom College, die er nur zwei Monate später, am 1. August 1913, heiratete. Kurz danach wurde er als Pastor nach Goldfield, in eine kleine Goldgräberstadt im Esmeralda County (Nevada) versetzt. 1916, drei Jahre nach der Hochzeit, starb Gail Thomson plötzlich an Tuberkulose. Die Ehe war kinderlos geblieben.
Der Erste Weltkrieg brach aus, und Fred Thomson meldete sich freiwillig zur Armee. Im Rang eines Unterleutnants wurde er Mitglied im 143. Artillerieregiment, das zunächst in Arcadia (Kalifornien) stationiert war. Im November 1918 wurde seine Einheit nach Frankreich versetzt. Allerdings wurde Thomson nie in Kampfhandlungen involviert und erlebte in Paris den Waffenstillstand des deutschen Kaiserreichs.
Noch während seines Aufenthalts in Kalifornien lernte Thomson die US-amerikanische Autorin und Regisseurin Frances Marion kennen, in die er sich verliebte. Beide beschlossen nach Kriegsende zu heiraten, was sie auch am 2. November 1919 in New York City taten. Eine ihrer bekanntesten Hochzeitsgäste war die Schauspielerin Mary Pickford.

### Schauspielkarriere
Nachdem sich die Thomsons in Kalifornien heimisch gemacht hatten, begann Fred mit einer neuen Karriere – als Schauspieler. Es war seine Frau, die 1921 das Filmdrama The Love Light in Szene setzte, und dabei neben ihrer Freundin Mary Pickford auch ihren Ehemann in einer Nebenrolle engagierte. Selbst Marions nächster Film, Just Around the Corner, der ebenfalls 1921 produziert wurde, entstand mit der Beteiligung ihres Gatten.
Thomson hatte nun den Grundstein zu einer kurzen aber intensiven Karriere als Western-Star gelegt, wobei er die meiste Zeit bei dem Studio Film Booking Offices of America unter Vertrag stand. In den kommenden sieben Jahren stand er in 30 Spielfilmen vor der Kamera. In Ein Bandit von Ehre aus dem Jahr 1927 überzeugte er in der Rolle des Outlaws Jesse James. Thomson galt bald als ein sehr gefragter Schauspieler, der 1926 mit Joseph P. Kennedy einen Vertrag in der Höhe von 10.000 Dollar pro Woche aushandeln konnte, was ihn zu einem der teuersten Schauspieler seiner Zeit machte. Sowohl 1926 aber auch 1927 wurde er auf Platz 2 der erfolgreichsten Schauspieler des Jahres gewählt. Platz 1 nahm stets sein Konkurrent um die besten Rollen, der Schauspieler Tom Mix ein. Thomson war stets darauf bedacht, Rollen zu übernehmen, in denen wenig physische Gewalt vorkam.
Fred Thomson wurde im Dezember 1926 Vater eines Sohnes, Frederick Thomson. Auch adoptierten er und seine Frau Frances einen weiteren Sohn, Richard Thomson.

### Tod
Einige Tage vor Weihnachten 1928 litt Thomson plötzlich an starkem Fieber. Auch begann er zu humpeln und wurde physisch immer schwächer. Obwohl er ins Krankenhaus eingeliefert wurde, gaben die Ärzte eine falsche Diagnose ab, und vermuteten Nierensteine als Grund seines Leidens. Für alle Beteiligten überraschend starb Thomson am 1. Weihnachtstag im Alter von 38 Jahren. Erst nach seinem Tod stellte sich heraus, dass Thomson in seinem Pferdestall in einen Nagel getreten war, und die Wunde nur oberflächlich versorgt hatte. Fred Thomson war an Tetanus gestorben.

## Nachleben
Heute erinnert ein Stern am Hollywood Walk of Fame an Thomson.
Von 30 Filmen, die Thomson nachweislich gedreht hat, haben nur drei die Zeit überdauert: Just Around the Corner, The Love Light und Thundering Hoofs.

## Filmografie
- 1921: The Love Light
- 1921: Just Around the Corner
- 1922: Der Klub der Unterirdischen (Penrod)
- 1922: Oath-Bound
- 1923: The Eagle's Talons
- 1923: A Chapter in Her Life
- 1924: Die Maske des Lopez (The Mask of Lopez)
- 1924: Der Silberkönig der Nevada (North of Nevada)
- 1924: Galloping Gallagher
- 1924: The Silent Stranger
- 1924: The Dangerous Coward
- 1924: The Fighting Sap
- 1924: Im Sande der Arena (Thundering Hoofs)
- 1925: That Devil Quemado
- 1925: The Bandit's Baby
- 1925: Zu Hilfe, Fred! (The Wild Bull’s Lair)
- 1925: Ridin' the Wind
- 1925: All Around Frying Pan
- 1926: The Tough Guy
- 1926: Hands Across the Border
- 1926: The Two-Gun Man
- 1926: Lone Hand Saunders
- 1926: Der Rächer seiner Mutter (A Regular Scout)
- 1927: Don Mike
- 1927: Silver Comes Through
- 1927: Arizona Nights
- 1927: Ein Bandit von Ehre (Jesse James)
- 1928: Pioneer Scout
- 1928: The Sunset Legion
- 1928: Kit Carson